# Albion d'Hor
Albion d'Hor (né en 1916 à Bassilly, mort en 1924) est un étalon de race Trait belge. Champion national belge mort prématurément à l'âge de huit ans, il suscite un grand engouement chez les éleveurs de chevaux de trait.

## Histoire
Il naît en 1916 à Bassilly. Il échappe à la réquisition par les Allemands durant la Première Guerre mondiale en étant confié au cousin de son propriétaire à Horrues, prenant alors le nom d'« Albion d'Hor ». L'éleveur et son cousin se déchirent ensuite pour la propriété de cet animal, doté d'excellentes origines.
Désormais propriété d'Antoine Delepine à Horrues, il remporte la première prime des étalons de 3 ans. Il obtient ensuite le premier prix du concours national de la race du Trait belge à Bruxelles en 1923,, à l'âge de sept ans. Il meurt prématurément l'année suivante, en 1924, ce qui est considéré comme une grande perte pour l'élevage belge.

## Description
Albion d'Hor est un étalon de robe bai rouan, sans marques blanches. Il est enregistré dans le registre généalogique du Trait belge sous le numéro 23/1892.

## Origines
Albion d'Hor est un fils de l'étalon Conquérant de Terhaegen et de la jument Fanni de Bass,.

## Descendance
Il est considéré comme un grand améliorateur de la race du cheval de trait belge. Fin 1923, un engouement se produit chez les éleveurs pour l'achat de sa progéniture. Sa mort en 1924 a pour conséquence une forte augmentation des prix de vente des poulains de race Trait belge. Après 1925, le championnat belge est dominé par les fils d'Albion d'Hor.
Certains de ses descendants sont exportés vers les États-Unis, notamment par Thomas Holbert.
Le sénateur belge Mullie loue la grande qualité de ce reproducteur.